# نهائي كأس رابطة الأندية الإنجليزية المحترفة 1999
نهائي كأس رابطة الأندية الإنجليزية المحترفة 1999 هي المباراة النهائية من منافسة كأس رابطة الأندية الإنجليزية المحترفة 1998–99، أقيمت المباراة في 21 مارس 1999، في ملعب ويمبلي، بين فريقي ليستر سيتي، وتوتنهام هوتسبير، وفاز فيها توتنهام هوتسبير، بعد أن هزم ليستر سيتي، بنتيجة 0 - 1، وكان حكم المباراة Terry Heilbron ‏.

## تفاصيل المباراة
لعبت المباراة النهائية في 21 مارس 1999.
| ليستر سيتي | 0 -1 | توتنهام هوتسبير |
| ---------- | ---- | --------------- |
|            |      |                 |